# 타짜꾼

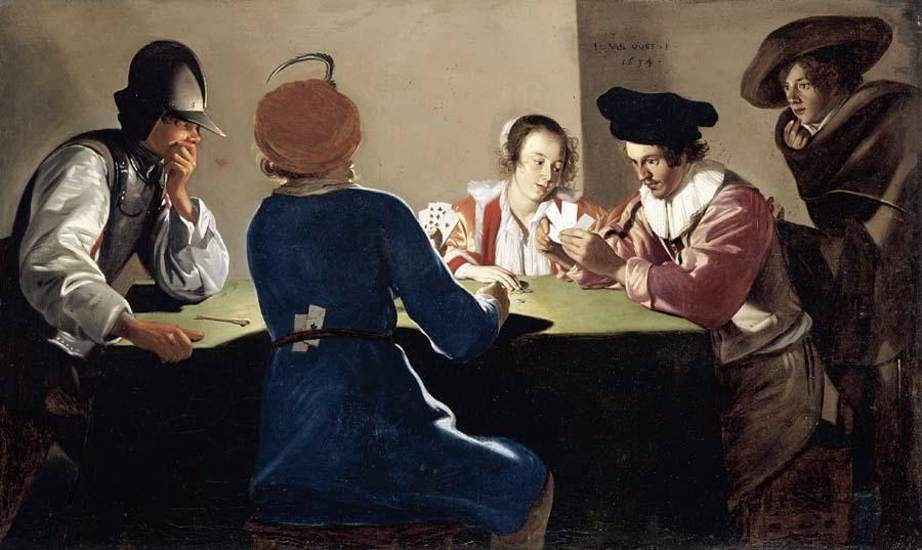
1634년작, 〈카드 타짜꾼들〉(The card sharpers)

타짜꾼(Sharper)이란 사기도박을 하는 자를 말한다.
타짜군의 영단어 샤퍼(sharper)는 17세기 이후로 흔히 사용되는 오래된 용어로, 속임수를 써서 소유주에게 돈이나 다른 소유물을 나눠주는 도둑을 일컫는다. 타짜군은 사기의 단순성으로 인해 현재 사기꾼으로 알려진 것과 다르다. 죄수는 확실히 발생했지만 신중하게 조율되기보다는 즉흥적이었다. 19세기와 오늘날까지 이 용어는 도박과 더 밀접하게 관련되어 있다.
타짜군은 18세기의 낭만적인 인물로, 사회적 독립성을 인식하고 갱단의 새로운 사회망을 만들 수 있는 능력으로 인해 상상력이 풍부한 인물로 평가되었다. 법 밖에서 운영되는 독립 사회의 매력은 수세기 동안 상상력을 불러일으켰지만, 18세기 런던 철학 사상에서는 토머스 홉스와 루소의 새로운 사회 계약 공식화에 영향을 받아 도둑질의 낭만화가 새로운 수준에 도달했다.